# Форначе (Пјаченца)
Форначе (итал. Fornace) је насеље у Италији у округу Пјаченца, региону Емилија-Ромања.
Према процени из 2011. у насељу је живело 29 становника. Насеље се налази на надморској висини од 40 м.